# Operacja Black Buck

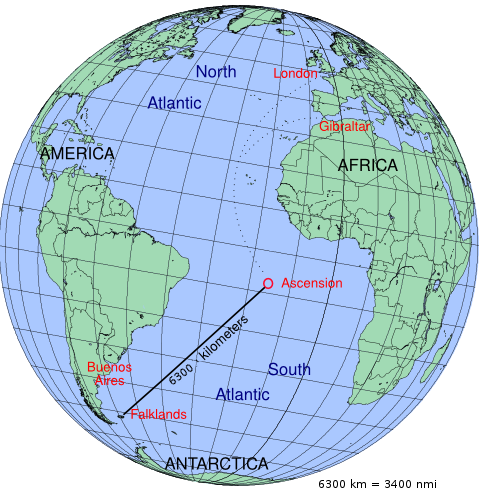
Schematyczna trasa operacji

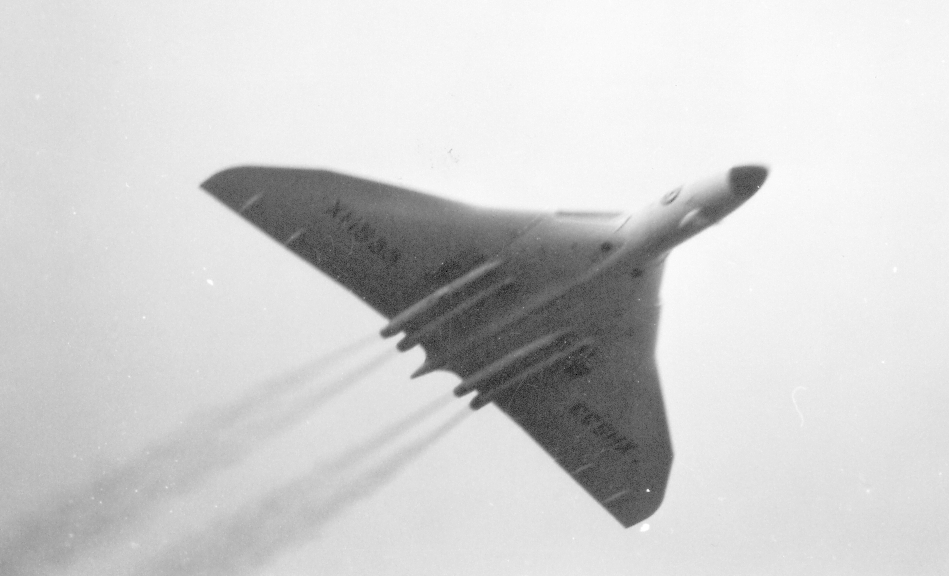
Bombowiec strategiczny Avro Vulcan

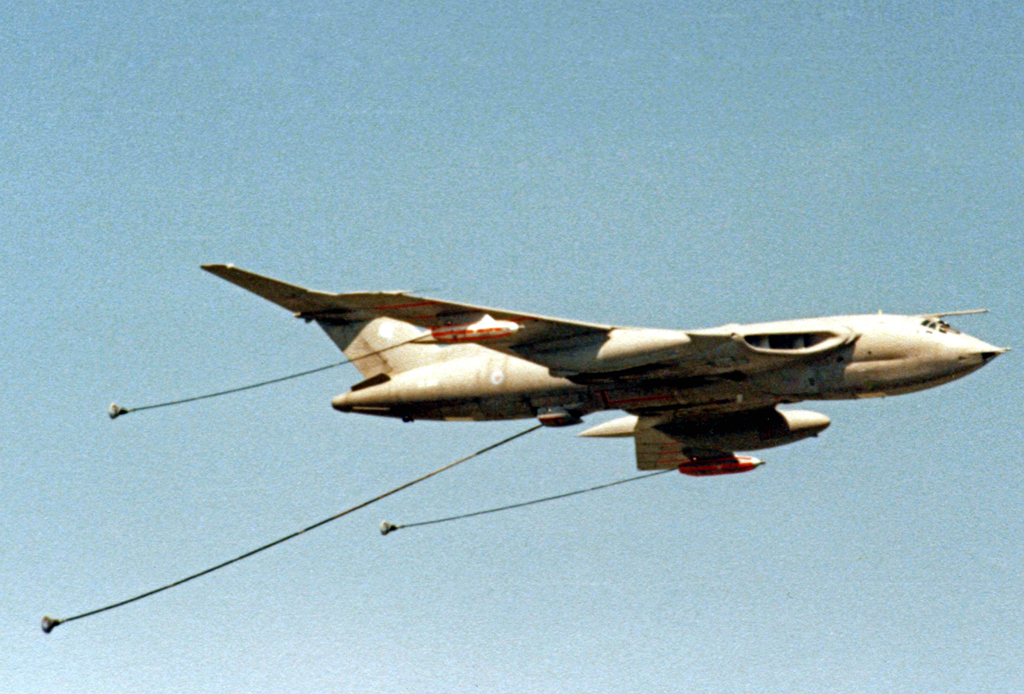
Tankowiec powietrzny Handley Page Victor

Operacja Black Buck – seria nalotów bombowych przeprowadzonych przez RAF w czasie wojny o Falklandy-Malwiny od kwietnia do czerwca 1982. Celem ataków było zniszczenie lotniska w Port Stanley oraz instalacji radarowych na okupowanych przez wojska argentyńskie wyspach.
Do ataków użyto samolotów Avro Vulcan. Ponieważ były to bombowce strategiczne, przeznaczone do przenoszenia bomb nuklearnych, trzy samoloty przystosowano do przenoszenia 21 konwencjonalnych bomb o wagomiarze 454 kg (1000 funtów). Jednocześnie wyposażono je w urządzenia nawigacji dalekiego zasięgu i zamontowano zasobnik walki elektronicznej ALQ-101B. Zainstalowano też systemy do tankowania w powietrzu, zdemontowane kilka lat wcześniej. Przeszkolono też załogi samolotów w bombardowaniu i powietrznym tankowaniu.

Schemat przekazywania paliwa (brązowe strzałki – Victor tankuje Vulcana, niebieskie strzałki – Victor tankuje Victora, litera R – samolot powraca, szare linie – samoloty rezerwowe)

Ponieważ najbliższym lotniskiem była baza lotnicza RAF Wideawake na Wyspie Wniebowstąpienia, oddalona od Falklandów o ok. 6300 km, potrzebne było wielokrotne tankowanie w powietrzu w czasie 16-godzinnego lotu. Do tankowania bombowców przeznaczono 11 tankowców powietrznych Handley Page Victor. Ponieważ startowały z Wyspy Wniebowstąpienia, również one musiały uzupełniać paliwo w locie, pobierając je z innych tankowców. Podczas każdego z lotów tankowanie odbywało się kilkanaście razy. Naloty przeprowadzone w ramach tej operacji stanowiły wówczas najdalsze loty bombowe w historii lotnictwa.

## Misje
Odbyło się siedem lotów o kryptonimach Black Buck 1 do 7, z których pięć osiągnęło cel, a dwa zostały przerwane.  
- Black Buck 1 – 30 kwietnia i 1 maja 1982. W celu zbombardowania pasa startowego lotniska w Port Stanley wystartowały dwa bombowce (jeden jako rezerwowy). Niedługo po starcie maszyna przeznaczona do ataku musiała zawrócić z powodu usterki. Samolot rezerwowy wykonał nalot, uszkadzając pas startowy[1].
- Black Buck 2 – 3–4 maja. Wystartował jeden bombowiec i bez większych problemów osiągnął cel. Jednak z powodu słabego wyszkolenia załogi, bomby nie trafiły w cel[1].
- Black Buck 3 – 13 maja. Jeden bombowiec wystartował, aby zniszczyć pas startowy. Z powodu silnego wiatru wzrosło zużycie paliwa i akcję odwołano[1].
- Black Buck 4 – 28 maja. Celem miały być instalacje radarowe, bombowce uzbrojono w pociski AGM-45 Shrike. Misję przerwano po 5 godzinach lotu z powodu awarii systemu tankowania na jednym z tankowców.
- Black Buck 5 – 31 maja. Powtórna misja przeciwko instalacjom radarowym. Przeprowadzona zgodnie z planem. Strona brytyjska twierdzi, że instalacje zostały uszkodzone w wyniku nalotu. Argentyńczycy ogłosili, że radar wyłączono przed atakiem i przetrwał, zniszczony zaś został w czasie wycofywania się sił argentyńskich z wysp[1].
- Black Buck 6 – 3 czerwca. Ponowna misja przeciwko instalacjom radarowym. Stację zniszczono, ale ze względu na uszkodzenie systemu tankowania na bombowcu, musiał on lądować w Brazylii. Zgodnie z prawem międzynarodowym, samolot powinien zostać internowany. Jednak na skutek działań dyplomatycznych został zwolniony po 9 dniach, pod warunkiem, że nie będzie używany w tej wojnie[1].
- Black Buck 7 – 12 czerwca. Celem nalotu były pozycje wojska argentyńskiego w pobliżu lotniska. Planowano wybuch bomb w powietrzu, dla zniszczenia sprzętu i składów amunicji. Ponieważ błędnie nastawiono zapalniki, bomby wybuchły w gruncie, uszkadzając pas startowy i zadając straty argentyńskim oddziałom[2].

## Podsumowanie
Operacja Black Buck, przy dużych kosztach przyniosła stosunkowo niewielkie rezultaty bezpośrednie. Jednak demonstracja RAF-u, że może uderzać na lotniska na Falklandach prawdopodobnie zapobiegła umieszczeniu tam argentyńskiego lotnictwa, co zwiększyło bezpieczeństwo brytyjskiej floty. Miała też wpływ na morale ludności i sił argentyńskich.